# Sorex shinto
Sorex shinto är en däggdjursart som beskrevs av Thomas 1905. Sorex shinto ingår i släktet Sorex och familjen näbbmöss. IUCN kategoriserar arten globalt som livskraftig.
Denna näbbmus förekommer med flera från varandra skilda populationer i Japan. Den lever i låglandet och i bergstrakter upp till 2900 meter över havet. Habitatet utgörs av skogar och buskskogar med ett tjockt skikt av löv eller humus på marken.

## Underarter
Arten delas in i följande underarter:
- S. s. sadonis
- S. s. shikokensis
- S. s. shinto